# Komedi i Hägerskog
Komedi i Hägerskog är en roman av den svenske författaren Artur Lundkvist, första gången utgiven 1959 på Tidens förlag.
Boken filmatiserades 1968, se Komedi i Hägerskog (film).

## Utgåvor
- Lundkvist, Artur (1959). Komedi i Hägerskog: roman. Stockholm: Tiden. Libris 441746
- Lundkvist, Artur (1963). Komedi i Hägerskog: roman. Tidens bokklubb, 99-0351103-5 ([Ny utg.]). Stockholm: Tiden. Libris 1275113
- Lundkvist, Artur (1990) (på obestämt språk). Komedi i Hägerskog ([Omred. inläsn.]). Enskede: TPB. Libris 11545893
- Lundkvist, Artur. (2005). Komedi i Hägerskog. Enskede: TPB. Libris 12590523

### Fotnoter
1. ↑  ”Komedi i Hägerskog”. Libris.kb.se. http://libris.kb.se/hitlist?q=komedi+i+h%C3%A4gerskog&r=&f=simp&t=v&s=rc&g=&m=10. Läst 6 april 2013.
2. ↑  ”Komedi i Hägerskog”. Svensk Filmdatabas. http://sfi.se/sv/svensk-filmdatabas/Item/?itemid=4803&type=MOVIE&iv=Basic&ref=/templates/SwedishFilmSearchResult.aspx?id%3d1225%26epslanguage%3dsv%26searchword%3dkomedi+i+h%C3%A4gerskog%26type%3dMovieTitle%26match%3dBegin%26page%3d1%26prom%3dFalse. Läst 6 april 2013.